# 必殺スペシャル・新春 せんりつ誘拐される、主水どうする? 江戸政界の黒幕と対決!純金のカラクリ座敷
『必殺スペシャル・新春 せんりつ誘拐される、主水どうする? 江戸政界の黒幕と対決!純金のカラクリ座敷』（ひっさつスペシャル しんしゅん せんりつゆうかいされる、もんどどうする えどせいかいのくろまくとたいけつ じゅんきんのカラクリざしき）は、1992年1月2日21:03 - 23:24にテレビ朝日系列で放送された、ABCと松竹（京都映画撮影所、現・松竹撮影所）共同製作のテレビ時代劇。主演は藤田まこと。
必殺シリーズの長時間スペシャル第19弾である。

## 概要
当時放映中だった『必殺仕事人・激突!』のレギュラー陣ゲストを迎えた作品である。しかし、秀と夢次、お歌、初瀬、同心成川、さだは全く登場せず、仕事人は主水と朝右衛門だけで他はゲスト仕事人である。朝右衛門も主水と対面する画もなく、殺しの武器も激突！で使用している白鞘でなく、腰に差してる太刀を用いている。
本作の本放送時に「必殺」と同じスタッフによる12時間ワイドドラマ『天下の副将軍水戸光圀 徳川御三家の激闘』（この作品にも藤田が特別出演している）がテレビ東京系列で本作の裏番組として放送される都合から本作では松竹の社名および松竹関連のスタッフのクレジット表記は行われていない。
本作のBGMも基本的に当時放映中の『必殺仕事人・激突!』と同じであり、主題歌「月が笑ってらぁ」も使用されているが、挿入歌「やさしくしないで」が使用される場面はない。また本作より先に劇場公開された映画『必殺!5 黄金の血』でリメイクされたBGMが存在するものに関してはオリジナルではなくリメイク作が用いられている。

## あらすじ
初詣の帰り、“せん”と“りつ”が誘拐され、中村主水の元に老中・脇坂美濃守の殺害を命じる脅迫状が届く。一方、主水と旧知の仕事人である丑寅の辰は、老中・綾部越中守が若い男女3人組の仕事人達に襲われている場面に出くわす。綾部は難を逃れるが、この話を聞いた主水は脇坂と綾部を狙う人物は同一と考え、お涼や辰の手を借りて黒幕を調べ始める。
やがて綾部を狙った仕事人の1人・おちかが、辰のかつての仕事仲間の女の娘と分かり、辰は彼女に会いに行く。おちかは最初は辰に不信感を抱くも、話を聞いて彼が実父だと思い親しくなる。一方、主水は7年前に死んだと思われていた凄腕の仕事人・幻の朝太郎に出くわす。主水が抱えている問題に対し、朝太郎は裏の仕事をした方が良いと言う。しかし、主水は朝太郎に怪しいものを感じ取る。
今回の黒幕は、幕政の実質的な権限を持ち、影の将軍とまで呼ばれる怪老・石和岳翁で、朝太郎は彼の配下であった。石和は意中の人物を筆頭老中にせんがために、筆頭老中の有力候補で互いに政争している脇坂と綾部の両倒れを目論んでいたのであった。

## キャスト

### 仕事人
- 中村主水 - 藤田まこと
- 山田朝右衛門 - 滝田栄[2]
- 丑寅の辰 - 山城新伍
- おちか - 美保純
- 野分けの鶴吉 - 西村和彦
- 野分けの亀吉（作中ではかめぞうと呼称） - 石坂誠隆
- お涼 - 二宮さよ子
- 幻の朝太郎 - 丹波哲郎

### その他
- 中村せん - 菅井きん
- 中村りつ - 白木万理
- 山田そで - 中條郷子
- 山田吉亮 - 竹内良輔
- 山田在吉 - 久保田潤
- 山田吉豊 - 岡田一恭
- 綾部越中守 - 永井秀明
- 脇坂美濃守 - 小笠原弘
- 倉田屋文左衛門 - 西山嘉孝
- 小助 - うえだ峻
- 宍戸大介 - 唐沢民賢
- 音松 - 崎津隆介
- 石和友成 - 石倉英彦
- 石和岳翁 / 喜の字屋茂兵衛 - 高松英郎

## スタッフ
- 制作 - 山内久司（ABC）
- 脚本 - 保利吉紀
- 音楽 - 平尾昌晃
- 監督 - 松野宏軌
- 編曲 - 竜崎孝路
- 撮影 - 渡辺伸二
- 照明 - 豊浦清山
- 殺陣 - 布目真爾
- プロデューサー - 福永善夫（ABC）
- 制作 - ABC

## 主題歌
- 藤田まこと「月が笑ってらぁ」（ポリスター[3]）
作詞：荒木とよひさ、作曲：堀内孝雄、編曲：水谷竜緒
『必殺仕事人・激突!』の主題歌。本作ではエンディングクレジットで使用。